# Europese kampioenschappen schaatsen 2023
De Europese kampioenschappen schaatsen 2023 vonden op 6, 7 en 8 januari 2023 plaats op de ijsbaan Vikingskipet in Hamar, Noorwegen.
Er stonden vier toernooien op het programma; het 117e EK allround voor mannen, het 45e EK allround voor vrouwen, en het 4e EK sprint voor mannen en vrouwen. Patrick Roest, Antoinette Rijpma-de Jong, Thomas Krol en Jutta Leerdam waren de titelhouders uit 2021; Krol kon zijn titel niet verdedigen na een zesde plaats op het Nederlands kampioenschap. Roest, Rijpma-de Jong en Leerdam prolongeerden met succes hun titel, bij het sprinttoernooi voor de mannen won Merijn Scheperkamp zijn eerste internationale titel.
Als gevolg van sancties wegens de Russische invasie van Oekraïne werden schaatsers uit Rusland en Wit-Rusland uitgesloten van deelname. 

## Programma
| Datum     | Tijd      | EK Allround                                             | Tijd      | EK Sprint                                                       |
| --------- | --------- | ------------------------------------------------------- | --------- | --------------------------------------------------------------- |
| 6 januari |           |                                                         | 17.30 uur | 1e 500m vrouwen 1e 500m mannen 1e 1000m vrouwen 1e 1000m mannen |
| 7 januari | 10.45 uur | 500m vrouwen 500m mannen 3000m vrouwen 5.000m mannen    | 10.45 uur | 2e 500m vrouwen 2e 500m mannen 2e 1000m vrouwen 2e 1000m mannen |
| 8 januari | 14.00 uur | 1500m vrouwen 1500m mannen 5000m vrouwen 10.000m mannen |           |                                                                 |

## Eindpodia
| Kampioenschap    | Goud                                | Zilver                    | Brons                        |
| Mannen allround  | Patrick Roest Nederland             | Sander Eitrem Noorwegen   | Bart Swings België           |
| Vrouwen allround | Antoinette Rijpma-de Jong Nederland | Ragne Wiklund Noorwegen   | Marijke Groenewoud Nederland |
| Mannen sprint    | Merijn Scheperkamp Nederland        | Hein Otterspeer Nederland | Marten Liiv Estland          |
| Vrouwen sprint   | Jutta Leerdam Nederland             | Femke Kok Nederland       | Vanessa Herzog Oostenrijk    |

## Mannen allround

### Afstandspodia
| Afstand  | 1e            | 2e              | 3e              |
| -------- | ------------- | --------------- | --------------- |
| 500 m    | Patrick Roest | Peder Kongshaug | Sander Eitrem   |
| 5000 m   | Sander Eitrem | Patrick Roest   | Davide Ghiotto  |
| 1500 m   | Sander Eitrem | Patrick Roest   | Peder Kongshaug |
| 10.000 m | Patrick Roest | Davide Ghiotto  | Sander Eitrem   |

### Eindklassement
| Rang   | Schaatser          | Land | 500m       | 5000m        | 1500m        | 10.000m      | Punten  |
| ------ | ------------------ | ---- | ---------- | ------------ | ------------ | ------------ | ------- |
| Goud   | Patrick Roest      | NED  | 36,45 (1)  | 6.13,31 (2)  | 1.45,83 (2)  | 12.58,09 (1) | 147,961 |
| Zilver | Sander Eitrem      | NOR  | 36,94 (3)  | 6.12,15 (1)  | 1.44,44 (1)  | 13.04,24 (3) | 148,180 |
| Brons  | Bart Swings        | BEL  | 37,00 (4)  | 6.20,78 (5)  | 1.46,03 (4)  | 13.22,92 (5) | 150,567 |
| 4      | Davide Ghiotto     | ITA  | 38,41 (12) | 6.16,85 (3)  | 1.48,66 (6)  | 13.00,09 (2) | 151,319 |
| 5      | Peder Kongshaug    | NOR  | 36,55 (2)  | 6.26,58 (8)  | 1.46,01 (3)  | 13.38,64 (8) | 151,476 |
| 6      | Beau Snellink      | NED  | 38,03 (8)  | 6.17,13 (4)  | 1.49,01 (8)  | 13.08,52 (4) | 151,505 |
| 7      | Marcel Bosker      | NED  | 37,55 (6)  | 6.22,33 (6)  | 1.47,24 (5)  | 13.26,73 (7) | 151,865 |
| 8      | Sigurd Henriksen   | NOR  | 38,26 (9)  | 6.26,23 (7)  | 1.49,92 (9)  | 13.22,96 (6) | 153,671 |
| 9      | Szymon Palka       | POL  | 37,44 (5)  | 6.43,49 (11) | 1.50,29 (10) |              | 114,552 |
| 10     | Mathieu Belloir    | FRA  | 37,97 (7)  | 6.51,52 (12) | 1.50,51 (11) |              | 115,958 |
| 11     | Konstantin Götze   | GER  | 38,32 (11) | 6.52,82 (13) | 1.52,39 (12) |              | 117,065 |
| 12     | Timothy Loubineaud | FRA  | 38,61 (13) | 6.42,40 (10) | 1.55,12 (14) |              | 117,223 |
| 13     | Wilhelm Ekensskär  | SWE  | 38,27 (10) | 7.05,91 (14) | 1.53,15 (13) |              | 118,577 |
| 14     | Gabriel Odor       | AUT  | DQ         | 6.37,97 (9)  | 1.48,78 (7)  |              | 0,000   |

## Vrouwen allround

### Afstandspodia
| Afstand | 1e                        | 2e                        | 3e                        |
| ------- | ------------------------- | ------------------------- | ------------------------- |
| 500 m   | Antoinette Rijpma-de Jong | Marijke Groenewoud        | Robin Groot               |
| 3000 m  | Ragne Wiklund             | Antoinette Rijpma-de Jong | Marijke Groenewoud        |
| 1500 m  | Antoinette Rijpma-de Jong | Marijke Groenewoud        | Ragne Wiklund             |
| 5000 m  | Ragne Wiklund             | Marijke Groenewoud        | Antoinette Rijpma-de Jong |

### Eindklassement
| Rang   | Schaatser             | Land | 500m       | 3000m        | 1500m        | 5000m       | Punten  |
| ------ | --------------------- | ---- | ---------- | ------------ | ------------ | ----------- | ------- |
| Goud   | Antoinette de Jong    | NED  | 38,55 (1)  | 4.01,40 (2)  | 1.55,39 (1)  | 7.05,23 (3) | 159,769 |
| Zilver | Ragne Wiklund         | NOR  | 39,76 (4)  | 3.59,92 (1)  | 1.56,29 (3)  | 6.57,19 (1) | 160,228 |
| Brons  | Marijke Groenewoud    | NED  | 39,03 (2)  | 4.04,18 (3)  | 1.55,66 (2)  | 7.02,27 (2) | 160,506 |
| 4      | Robin Groot           | NED  | 39,72 (3)  | 4.09,40 (4)  | 1.58,57 (4)  | 7.11,52 (4) | 163,961 |
| 5      | Laura Peveri          | ITA  | 40,47 (6)  | 4.16,36 (6)  | 2.02,27 (5)  | 7.27,35 (7) | 168,687 |
| 6      | Magdalena Czyszczoń   | POL  | 42,51 (14) | 4.17,66 (7)  | 2.02,73 (6)  | 7.15,04 (5) | 169,867 |
| 7      | Sofie Karoline Haugen | NOR  | 42,41 (13) | 4.15,05 (5)  | 2.04,12 (8)  | 7.17,04 (6) | 169,995 |
| 8      | Michelle Uhrig        | GER  | 40,94 (8)  | 4.20,46 (8)  | 2.03,86 (7)  | 7.39,81 (8) | 171,617 |
| 9      | Eva Lagrange          | SWE  | 41,67 (11) | 4.21,24 (9)  | 2.04,42 (9)  |             | 126,683 |
| 10     | Veronika Antošová     | CZE  | 40,86 (7)  | 4.28,81 (11) | 2.05,65 (11) |             | 127,544 |
| 11     | Aurora Løvås          | NOR  | 41,20 (9)  | 4.27,76 (10) | 2.05,58 (10) |             | 127,686 |
| 12     | Marlen Ehseluns       | GER  | 42,06 (12) | 4.33,63 (12) | 2.09,06 (12) |             | 130,685 |
| 13     | Zuzana Kuršová        | CZE  | 43,08 (15) | 4.35,24 (14) | 2.11,65 (13) |             | 132,836 |
| 14     | Olga Kaczmarek        | POL  | 41,23 (10) | 4.34,62 (13) | NS           |             | 87,000  |
| 15     | Sandrine Tas          | BEL  | 40,35 (5)  | NS           |              |             | 40,350  |

## Mannen sprint

### Afstandspodia
| Afstand  | 1e                 | 2e                 | 3e          |
| -------- | ------------------ | ------------------ | ----------- |
| 1e 500m  | David Bosa         | Merijn Scheperkamp | Marten Liiv |
| 1e 1000m | Hein Otterspeer    | Merijn Scheperkamp | Marten Liiv |
| 2e 500m  | Merijn Scheperkamp | Marten Liiv        | Kai Verbij  |
| 2e 1000m | Hein Otterspeer    | Merijn Scheperkamp | Marten Liiv |

### Eindklassement
| Rang   | Schaatser                   | Land | 500m       | 1000m        | 500m       | 1000m        | Punten  |
| ------ | --------------------------- | ---- | ---------- | ------------ | ---------- | ------------ | ------- |
| Goud   | Merijn Scheperkamp          | NED  | 35,04 (2)  | 1.08,76 (2)  | 35,13 (1)  | 1.09,00 (2)  | 139,050 |
| Zilver | Hein Otterspeer             | NED  | 35,12 (5)  | 1.08,32 (1)  | 35,68 (11) | 1.08,66 (1)  | 139,290 |
| Brons  | Marten Liiv                 | EST  | 35,06 (3)  | 1.09,00 (3)  | 35,23 (2)  | 1.09,24 (3)  | 139,410 |
| 4      | Kai Verbij                  | NED  | 35,11 (4)  | 1.09,05 (4)  | 35,28 (3)  | 1.09,34 (4)  | 139,585 |
| 5      | David Bosa                  | ITA  | 35,02 (1)  | 1.09,74 (8)  | 35,30 (4)  | 1.09,81 (7)  | 140,095 |
| 6      | Håvard Holmefjord Lorentzen | NOR  | 35,45 (9)  | 1.09,38 (5)  | 35,46 (7)  | 1.09,99 (11) | 140,595 |
| 7      | Nil Llop Izquierdo          | ESP  | 35,41 (7)  | 1.09,73 (7)  | 35,45 (6)  | 1.09,79 (6)  | 140,620 |
| 8      | Piotr Michalski             | POL  | 35,20 (6)  | 1.10,17 (12) | 35,31 (5)  | 1.10,05 (12) | 140,620 |
| 9      | Damian Zurek                | POL  | 35,42 (8)  | 1.10,27 (14) | 35,53 (9)  | 1.09,84 (8)  | 141,005 |
| 10     | Henrik Fagerli Rukke        | NOR  | 35,48 (10) | 1.10,43 (17) | 35,51 (8)  | 1.09,99 (10) | 141,200 |
| 11     | Moritz Klein                | GER  | 35,62 (11) | 1.10,35 (15) | 35,73 (12) | 1.09,52 (5)  | 141,285 |
| 12     | Hendrik Dombek              | GER  | 35,77 (12) | 1.09,93 (9)  | 35,58 (10) | 1.10,16 (13) | 141,395 |
| 13     | Odin By Farstad             | NOR  | 35,87 (13) | 1.10,23 (13) | 35,94 (14) | 1.09,95 (9)  | 141,900 |
| 14     | Stefan Emele                | GER  | 36,30 (16) | 1.10,02 (10) | 36,21 (16) | 1.10,21 (14) | 142,625 |
| 15     | Cornelius Kersten           | GBR  | 36,23 (14) | 1.10,07 (11) | 36,06 (15) | 1.10,60 (16) | 142,625 |
| 16     | Alessio Trentini            | ITA  | 36,32 (17) | 1.10,39 (16) | 36,39 (17) | 1.10,24 (15) | 143,025 |
| 17     | Jakub Piotrowski            | POL  | 36,28 (15) | 1.11,74 (19) | 36,42 (18) | 1.11,92 (18) | 144,530 |
| 18     | Samuli Suomalainen          | FIN  | 36,77 (18) | 1.11,52 (18) | 36,78 (19) | 1.11,45 (17) | 145,035 |
| 19     | Ignaz Gschwentner           | AUT  | 37,08 (19) | 1.14,09 (20) | 36,99 (20) | 1.13,56 (19) | 147,895 |
| 20     | Mathias Vosté               | BEL  | DQ         | 1.09,65 (6)  | 35,92 (13) |              | 0,000   |

## Vrouwen sprint

### Afstandspodia
| Afstand  | 1e            | 2e            | 3e             |
| -------- | ------------- | ------------- | -------------- |
| 1e 500m  | Femke Kok     | Jutta Leerdam | Vanessa Herzog |
| 1e 1000m | Jutta Leerdam | Femke Kok     | Vanessa Herzog |
| 2e 500m  | Jutta Leerdam | Femke Kok     | Vanessa Herzog |
| 2e 1000m | Jutta Leerdam | Femke Kok     | Ellia Smeding  |

### Eindklassement
| Rang   | Schaatser              | Land | 500m       | 1000m        | 500m       | 1000m        | Punten  |
| ------ | ---------------------- | ---- | ---------- | ------------ | ---------- | ------------ | ------- |
| Goud   | Jutta Leerdam          | NED  | 37,61 (2)  | 1.14,38 (1)  | 37,76 (1)  | 1.14,80 (1)  | 149,960 |
| Zilver | Femke Kok              | NED  | 37,55 (1)  | 1.15,68 (2)  | 37,87 (2)  | 1.16,06 (2)  | 151,290 |
| Brons  | Vanessa Herzog         | AUT  | 38,15 (3)  | 1.16,80 (3)  | 38,25 (3)  | 1.17,19 (5)  | 153,395 |
| 4      | Marrit Fledderus       | NED  | 38,20 (4)  | 1.17,41 (6)  | 38,53 (4)  | 1.17,39 (6)  | 154,130 |
| 5      | Karolina Bosiek        | POL  | 38,87 (5)  | 1.17,30 (4)  | 39,02 (7)  | 1.17,17 (4)  | 155,125 |
| 6      | Ellia Smeding          | GBR  | 38,99 (7)  | 1.17,36 (5)  | 39,17 (8)  | 1.17,13 (3)  | 155,405 |
| 7      | Andżelika Wójcik       | POL  | 38,91 (6)  | 1.18,75 (9)  | 38,72 (5)  | 1.18,50 (8)  | 156,255 |
| 8      | Isabelle van Elst      | BEL  | 39,13 (9)  | 1.18,37 (8)  | 39,33 (10) | 1.17,66 (7)  | 156,475 |
| 9      | Julie Nistad Samsonsen | NOR  | 39,31 (11) | 1.19,72 (11) | 39,27 (9)  | 1.19,67 (10) | 158,275 |
| 10     | Lea Sophie Scholz      | GER  | 39,95 (14) | 1.18,89 (10) | 40,11 (13) | 1.18,95 (9)  | 158,980 |
| 11     | Serena Pergher         | ITA  | 39,26 (10) | 1.21,84 (14) | 38,92 (6)  | 1.20,74 (13) | 159,470 |
| 12     | Mihaela Hogas          | ROU  | 39,91 (13) | 1.20,94 (13) | 39,69 (11) | 1.20,55 (12) | 160,345 |
| 13     | Iga Wojtasik           | POL  | 39,95 (15) | 1.20,79 (12) | 39,85 (12) | 1.20,36 (11) | 160,375 |
| 14     | Luisa Maria González   | ESP  | 39,76 (12) | 1.21,88 (15) | 40,24 (14) | 1.20,89 (14) | 161,385 |
| 15     | Martine Ripsrud        | NOR  | 39,01 (8)  | 1.17,96 (7)  | NS         |              | 77,990  |